# Narodna Odbrana
La Narodna Odbrana (en serbe cyrillique : Народна одбрана, littéralement, « La Défense du peuple » ou « Défense nationale ») était une organisation nationaliste serbe établie en 1908 en réaction à l'annexion de la Bosnie-Herzégovine par l'Autriche-Hongrie. Au moment de sa création, elle vise à protéger les Serbes en Autriche-Hongrie. Dans ce but, elle fait de la propagande et organise des forces paramilitaires,.